# بريكينج بوينت
بريكينج بوينت بالإنجليزية (Breaking Point) هو أحد عروض المصارعة الحرة wwe . وتم عرضة في 13 سبتمبر 2009م.

## الملخص
| الترتيب | المباراة | الشروط | الزمن |
| ------- | -------- | ------ | ----- |
| 1       | مثال     | مثال   | مثال  |
| 2       | مثال     | مثال   | مثال  |
| 3       | مثال     | مثال   | مثال  |
| 4       | مثال     | مثال   | مثال  |
| 5       | مثال     | مثال   | مثال  |
| 6       | مثال     | مثال   | مثال  |
| 7       | مثال     | مثال   | مثال  |
| 8       | مثال     | مثال   | مثال  |

## روابط خارجية
- بريكينج بوينت على موقع IMDb (الإنجليزية)
- بريكينج بوينت على موقع نتفليكس (الإنجليزية)
- بريكينج بوينت على موقع قاعدة بيانات الفيلم (الإنجليزية)
- بريكينج بوينت على موقع كينوبويسك (الروسية)